# Conditionnement et entreposage de déchets radioactifs
« CEDRA » redirige ici. Pour les autres significations, voir CEDRA (homonymie).
 (juillet 2025).
Le Conditionnement et entreposage de déchets radioactifs (CEDRA) est une installation de stockage d'éléments radioactifs de faible et moyenne activité à vie longue (FMA-VL) appartenant au Commissariat à l'énergie atomique et aux énergies alternatives français (CEA) et située dans le Centre de Cadarache.
Cette installation, classée installation nucléaire de base (INB), doit être réalisée en 3 tranches: 
- La première tranche a été mise en service en 2006, avec 2 entrepôts de 1 700 m2 pour 8000 colis de « déchets faiblement irradiants » (FI) et d'une capacité de 8000 colis au total), et un autre entrepot pour les « colis de déchets moyennement irradiants » (« compartiments munis d'alvéoles (métalliques insérées dans une dalle de béton de 7 mètres de profondeur) dans lesquelles sont déposés les colis de déchets radioactifs » avec de 1 200 m2, soit une capacité de 1500 colis. Un système de ventilation (air conditionné) maintient une température et hygrométrie contrôlée dans les alvéoles. Chaque colis peut être périodiquement réexaminé dans une « cellule d'examen » attenante).
- La tranche 2 est prévue pour le stockage de colis faiblement irradiants de type déchets radifères, coques de béton, blocs sources, colis en attente de traitement avant référence par l'ANDRA…. Elle devrait être mise en service en 2013-2014[2].
- La tranche 3 doit doubler la capacité des bâtiments FI. Elle devrait aussi être mise en service en 2013-2014[2].

## Histoire
Cette installation remplace les installations de traitement et d'entreposage des déchets faiblement et moyennement radioactifs à vie longue (plus de trente ans) construites à Cadarache au début des années 60 (les INB 37 & 56).

## Capacité d’entreposage
Au total, le CEDRA doit contenir « 4 entrepôts pour les colis de déchets faiblement radioactifs d’une capacité maximale de 10 000 m3, soit 12 500 colis de 500 et 870 litres empilés. Ces derniers renferment des fûts en acier dont le contenu est bloqué dans une chape de béton » et « un entrepôt voué à l’entreposage des déchets moyennent (sic) radioactifs d’une capacité de 2 350 m3, soit 4 700 fûts de 500 litres au total » ;
Cette capacité a été calculée « non seulement à partir des volumes de déchets actuellement entreposés à Cadarache, mais aussi de ceux qui seront produits dans les trente prochaines années, à Cadarache ou dans d’autres laboratoires de recherche du CEA (Cadarache, Saclay, Fontenay-aux-Roses, Grenoble, Marcoule, Valduc, Bruyères-le-Châtel) ».

## Durée de vie de l'unité d'entreposage
Elle est à ce jour réglementairement limitée à 50 ans.